# Kim In-Sub
Kim In-Sub, född den 2 mars 1973 i Daegu, Sydkorea, är en sydkoreansk brottare som tog OS-silver i bantamviktsbrottning i den grekisk-romerska klassen 2000 i Sydney.